# تفلق بسيط الخواصر
مرعة فنزويلية (الاسم العلمي: Rallus wetmorei) (بالإنجليزية: Plain-flanked Rail)‏ هي نوع من الطيور تتبع جنس المرعة من فصيلة المرعات.